# آرثر راسيل (منافس ألعاب قوى)
آرثر راسيل (بالإنجليزية: Arthur Russell)‏ (و. 1886 – 1972 م) هو منافس ألعاب قوى بريطاني، ولد في والسال، شارك في الألعاب الأولمبية الصيفية 1908، توفي في والسال، عن عمر يناهز 86 عاماً.

## روابط خارجية
- آرثر راسيل على موقع اللجنة الأولمبية الدولية (الإنجليزية)
- آرثر راسيل على موقع أوليمبيديا (الإنجليزية)